# Rue Mousset-Robert
La rue Mousset-Robert est une voie située dans le quartier du Bel-Air du 12e arrondissement de Paris.

## Situation et accès
La rue Mousset-Robert est accessible à proximité par la ligne de métro 6 à la station Picpus.

## Origine du nom
Cette rue fait référence au nom d'un propriétaire des terrains.

## Historique
Cette rue a été ouverte en 1896 par une dénommée Louise Irina Robert, sur un terrain que ses parents avaient acquis en 1851 et qui était situé entre la rue Sibuet et l'avenue du Docteur-Arnold-Netter.

## Bâtiments remarquables et lieux de mémoire
- La rue débouche sur l'hôpital Armand-Trousseau.